# FC Torentul Chisinau
El FC Torentul Chisinau fue un equipo de fútbol de Moldavia que jugó en la División Nacional de Moldavia, la primera división de fútbol en el país.

## Historia
Fue fundado en el año 1980 en la capital Chisináu con el nombre Moldovgidromaș Chișinău, y durante el periodo de la Unión Soviética fue campeón de liga en una ocasión y fue el campeón de copa nacional una vez.
Tras la disolución de la Unión Soviética y la independencia de Moldavia en 1991 cambia su nombre por el de Dinamo Chisinau y es uno de los equipos fundadores de la División Nacional de Moldavia en 1992, terminando en séptimo lugar en su temporada inaugural.
Un año después cambia su nombre por el de Torentul Chisinau y en la temporada 1995/96 desciende de categoría al perder la serie de playoff contra el CSA Victoria Cahul, desapareciendo al finalizar la temporada.

## Palmarés
- Liga Soviética de Moldavia: 1

1990
- Copa Soviética de Moldavia: 1

1990

## Temporadas tras la Independencia
| Temporada | División                   | Pos. | J  | G  | E | P  | GF | GC | Pts. |
| --------- | -------------------------- | ---- | -- | -- | - | -- | -- | -- | ---- |
| 1992      | Moldovan National Division | 7    | 22 | 8  | 5 | 9  | 30 | 23 | 21   |
| 1992/93   | Moldovan National Division | 13   | 30 | 6  | 8 | 16 | 31 | 49 | 20   |
| 1993/94   | Moldovan National Division | 7    | 30 | 10 | 9 | 11 | 34 | 30 | 29   |
| 1994/95   | Moldovan National Division | 10   | 26 | 6  | 5 | 15 | 24 | 46 | 23   |
| 1995/96   | Moldovan National Division | 13   | 30 | 5  | 5 | 20 | 36 | 94 | 20   |

## Jugadores

### Jugadores destacados
- Aurel Revenco[4]